# Copa Fares Lopes 2020
La Copa Fares 2020 fue  la 11.ª edición de la Copa Fares Lopes. El torneo comenzaría el 15 de agosto de 2020 y finalizaría en noviembre, sin embargo, debido a la pandemia de COVID-19, la competición comenzó  el 13 de enero y finalizó el 14 de febrero de 2021. La competición contó con participación de 6 equipos.
El campeón garantizó un cupo en la Copa de Brasil 2021. 
Ferroviário  conquistó su segundo título de la competición tras ganar en la final al Icasa por un marcador de 1-0.

## Participantes
| Equipos participantes | Equipos participantes | Equipos participantes |
| --------------------- | --------------------- | --------------------- |
| Pacajús               | Caucaia               | Ferroviário           |
| Floresta              | Icasa                 | Campo Grande          |

## Primera fase

### Clasificación
| Pos. | Equipo       | Pts. | PJ | G | E | P | GF | GC | Dif. | Clasificación 2020              |
| ---- | ------------ | ---- | -- | - | - | - | -- | -- | ---- | ------------------------------- |
| 1    | Icasa        | 13   | 5  | 4 | 1 | 0 | 12 | 1  | +11  | Clasificación a las semifinales |
| 2    | Ferroviário  | 11   | 5  | 3 | 2 | 0 | 12 | 2  | +10  | Clasificación a las semifinales |
| 3    | Caucaia      | 10   | 5  | 3 | 1 | 1 | 15 | 7  | +8   | Clasificación a las semifinales |
| 4    | Floresta     | 6    | 5  | 2 | 0 | 3 | 10 | 10 | 0    | Clasificación a las semifinales |
| 5    | Pacajús      | 3    | 5  | 1 | 0 | 4 | 4  | 9  | −5   |                                 |
| 6    | Campo Grande | 0    | 5  | 0 | 0 | 5 | 0  | 24 | −24  |                                 |

Actualizado a los partidos jugados el 28 de enero de 2021.
 Fuente: FCF

#### Criterios de desempate
1. Partidos ganados
2. Diferencia de goles
3. Goles a favor
4. Enfrentamientos directos (entre dos clubes)
5. Sorteo

## Partidos
| Campo Grande | 0 - 3 | Icasa       | Mirandão  | 13 de enero de 2021 | 15:30 |
| Pacajús      | 0 - 1 | Floresta    | Moraisão  | 13 de enero de 2021 | 15:30 |
| Caucaia      | 1 - 1 | Ferroviário | Raimundão | 14 de enero de 2021 | 15:30 |

| Icasa       | 3 - 0 | Caucaia      | Inaldão      | 17 de enero de 2021 | 15:30 |
| Ferroviário | 4 - 0 | Pacajús      | Elzir Cabral | 17 de enero de 2021 | 15:30 |
| Floresta    | 8 - 0 | Campo Grande | Domingão     | 18 de enero de 2021 | 15:30 |

| Caucaia      | 3 - 2            | Pacajús     | Raimundão | 20 de enero de 2021 | 15:30 |
| Icasa        | 4 - 0            | Floresta    | Inaldão   | 21 de enero de 2021 | 15:30 |
| Campo Grande | 0 - 3 (walkover) | Ferroviário | Raimundão | 21 de enero de 2021 | 15:30 |

| Caucaia  | 8 - 0 | Campo Grande | Raimundão    | 24 de enero de 2021 | 15:30 |
| Floresta | 0 - 3 | Ferroviário  | Domingão     | 25 de enero de 2021 | 15:30 |
| Pacajús  | 0 - 1 | Icasa        | João Ronaldo | 25 de enero de 2021 | 15:30 |

| Campo Grande | 0 - 2 | Pacajús | Raimundão    | 28 de enero de 2021 | 15:30 |
| Ferroviário  | 1 - 1 | Icasa   | Elzir Cabral | 28 de enero de 2021 | 15:30 |
| Floresta     | 1 - 3 | Caucaia | Domingão     | 28 de enero de 2021 | 15:30 |

## Fase final

### Semifinales
| Fechas                    | Local en la ida | Global | Local en la vuelta | Ida | Vuelta |
| ------------------------- | --------------- | ------ | ------------------ | --- | ------ |
| 2 y 10 de febrero de 2021 | Floresta        | 0:4    | Icasa              | 0:3 | 0:1    |
| 2 y 7 de febrero de 2021  | Caucaia         | 1:6    | Ferroviário        | 0:3 | 1:3    |

### Final
| 14 de febrero de 2020 | Icasa | 0:1     | Ferroviário | Domingão, Horizonte                                                                        |                                                                                            |
| 15:30                 |       | Reporte |             | Asistencia: 0 (puertas cerradas) espectadores Árbitro(s): Luiz César de Oliveira Magalhães | Asistencia: 0 (puertas cerradas) espectadores Árbitro(s): Luiz César de Oliveira Magalhães |

### Campeón
| Copa Fares Lopes 2020            |
| -------------------------------- |
| Ferroviário Campeón (2.º título) |

## Goleadores
Actualizado el 7 de febrero de 2021.
| Pos. | Jugador         | Equipo      | Goles |
| ---- | --------------- | ----------- | ----- |
| 1    | Ciel            | Caucaia     | 10    |
| 2    | Junior Juazeiro | Icasa       | 4     |
|      | Nael            | Icasa       | 4     |
|      | Adilson         | Ferroviário | 4     |
| 5    | Veraldo         | Floresta    | 3     |
|      | Daniel Passira  | Caucaia     | 3     |
|      | Esquerdinha     | Icasa       | 3     |
|      | André Mensalão  | Ferroviário | 3     |